# Hirtomegatoma infasciata
Hirtomegatoma infasciata is een keversoort uit de familie spektorren (Dermestidae). De wetenschappelijke naam van de soort werd in 1931 gepubliceerd door Maurice Pic.